# Roccasparvera
Roccasparvera (Rocasparvera in piemontese, La Ròca in occitano, Roquesparvière in francese) è un comune italiano di 747 abitanti della provincia di Cuneo in Piemonte.

## Origini del nome
Il nome deriva dalla rupe che sovrasta l'imbocco della valle della Stura, sulla quale sorgeva un castello, oggi ridotto a pochi resti, risalente al periodo in cui i Marchesi di Saluzzo dominavano la valle, in lotta con il comune di Cuneo e gli Angiò. Successivamente la valle passò ai Savoia.

## Storia
L'abitato conserva delle antiche mura la Porta Bolleris, dal nome del signore del XV secolo. Nella piazza principale, che ospita anche la chiesa parrocchiale, sempre del XV secolo, dedicata a Sant'Antonio e il Municipio, si trova una fontana coperta in pietra, adibita a lavatoio. Dell'antica parrocchiale di San Martino restano i ruderi dell'abside. Sempre sulla piazza si affaccia la Confraternita, ristrutturata nel 2005.
Lo stemma del comune di Roccasparvera ha subito nel corso dei secoli modifiche inerenti al periodo storico attraversato dal paese. Nei tempi medievali esso era rappresentato da un uccello svolazzante posante sulla sommità di un castello. Venne definito definitivamente nel 1950 e fino ad oggi è rappresentato da uno stendardo rosso decorato attraverso la disposizione di due spade d’argento posate in croce di Sant’Andrea con le punte rivolte verso l’alto, accollate ad un castello di pietra. Il tutto rifinito con un’elsa d’oro posta alla base ed una corona d’argento all’apice.
Il territorio di Roccasparvera è stato fin dai tempi remoti, un importante punto strategico ed obbligato passaggio tra la pianura e l’alta Valle Stura, utilizzata in principio dai Liguri, Celti, Romani e Barbari. I Greci, giungenti con le loro imbarcazioni nei porti limitrofi erano soliti attraversare tale territorio al fine di barattare con la popolazione abitante sale, vasellame ed altri prodotti in cambio di formaggi, tessuti e legname.
Nel 1305 Roccasparvera fu protagonista di una battaglia che decretò la restaurazione angioina.
Il 17 marzo del 1945 ad opera dei nazifascisti vennero catturati ed in seguito fucilati 4 partigiani in piazza Castello; ancora oggi sono visibili i segni nelle mura, provocati dalle armi da fuoco.

### Simboli
In epoca medievale l'emblema del comune era rappresentato da un uccello in volo sulla sommità di un castello. Nel 1950 venne adottato uno scudo rosso-porpora con due spade d'argento in croce di sant'Andrea, accollate ad un castello di pietra al naturale; la versione attualmente in uso è di azzurro, al castello d'oro, torricellato di un pezzo centrale, attraversante su due spade d'argento passate in decusse.
Il castello rappresenta la fortezza costruita nell'XI secolo che si ergeva sulla rupe che sovrasta l'abitato; le spade ricordando la funzione militare della fortezza e le numerose battaglie combattute nei suoi dintorni.
Il gonfalone è un drappo di azzurro.

## Società

### Evoluzione demografica
Abitanti censiti

## Cultura

### Cinema
Nel 1965 Roccasparvera fu adibita a set del film La strada più lunga ad opera di Nelo Risi, tratto dal racconto Il voltagabbana di Davide Lajolo. A fine produttivo, diversi roccasparveresi furono impiegati come comparse. Il film venne ritrasmesso il 25 Aprile 2020, su Rai 5, in memoria del 75º Anniversario della Liberazione.

## Amministrazione
| Periodo        | Periodo        | Primo cittadino    | Partito                                 | Carica  | Note  |
| -------------- | -------------- | ------------------ | --------------------------------------- | ------- | ----- |
| 12 giugno 1985 | 31 maggio 1990 | Giovanni Rachino   | Partito Socialista Democratico Italiano | Sindaco | [ 6 ] |
| 31 maggio 1990 | 24 aprile 1995 | Giovanni Rachino   | lista civica                            | Sindaco | [ 6 ] |
| 24 aprile 1995 | 14 giugno 1999 | Giampiero Robbione | Indipendente                            | Sindaco | [ 6 ] |
| 14 giugno 1999 | 2 aprile 2004  | Giampiero Robbione | Indipendente                            | Sindaco | [ 6 ] |
| 14 giugno 2004 | 8 giugno 2009  | Ilda Viale         | Lista Civica                            | Sindaco | [ 6 ] |
| 8 giugno 2009  | 26 maggio 2014 | Guido Oliviero     | Lista Civica                            | Sindaco | [ 6 ] |
| 26 maggio 2014 | in carica      | Manuel Guerra      | Lista Civica                            | Sindaco | [ 6 ] |

### Altre informazioni amministrative
Il comune faceva parte della Comunità montana Valle Stura.

### Gemellaggi
- Reillanne